# Pardosa agricola
Pardosa agricola là một loài nhện trong họ Lycosidae.
Con đực dài 2,5 đến 3 mm, con cái dài 3,5 đến 4 mm.